# 周泓旭案
周泓旭案，又稱周泓旭共諜案，是臺灣臺北地方檢察署偵辦的首宗中國大陸學生共諜案。当事人周泓旭涉嫌策動中華民國外交部官員交付情資，卻被該官員檢舉。2017年3月9日遭法務部調查局國家安全維護站逮捕，於3月10日起被羈押禁見，後於5月獲准延押禁見2個月，臺北地方法院檢察署之後於2018年1月公布偵查獲得包括「星火T計畫」等12個檔案相關證據，另外提出王炳忠案，而內容涉及之相關各方皆否認檢方指控。
周泓旭企圖吸收中華民國外交人員，在台灣發展情報組織未遂一案，由最高法院判決有罪，服刑一年兩個月。另案，企圖吸收新黨王炳忠等人，進行情報活動，因法院認為證據不足，則判決無罪。
周泓旭最初否認犯案，在羈押禁見4個月後，2017年7月6日做出自白認罪，台北地檢署偵結此案，依違反《中華民國國家安全法》向臺北地方法院提請訴訟。台北地檢署以他自白認罪，請求法院減輕其刑。
2017年7月6日下午依「國安法」的「為大陸地區黨務或其他公務機構發展組織未遂」罪嫌移送台北地方法院，庭訊期間周泓旭供稱「我覺得調查局人員是利用我對於自由渴求的心理叫我認罪」。法官未採信周男的辯稱，認為周在台無家人，且仍有勾串共犯或證人及逃亡之虞，裁定收押3個月，並禁止接見、通信。同年9月15日，在台北地方法院，庭上不予採納庭訊自白依羈押禁見期間所做出自白內容宣判，依違反國家安全法判處周泓旭1年2月，不可緩刑，審判長判後諭知解除周泓旭的禁見。周男及北检均提上诉，卷证送交台湾高等法院。
2019年3月最高法院三審時維持二審判決1年2月徒刑，而北檢提出併辦吸收新黨青年軍之案件則因案件模式不同而駁回，由北檢另行偵辦。此外，對於周泓旭、檢察官雙方上訴第三審的要求，最高法院以上訴理由僅爭執事實面而駁回確定。罪刑方面則因羈押日數與1年2月徒刑相當，經高院責付律師並限制出境、住居及必須每天要到派出所報到的條件下暫獲自由。
2021年4月28日，台北地院判决周泓旭與王炳忠等5人全部無罪，但仍限制出境。全案可上訴。2022年5月13日，台灣高等法院二審宣判5人無罪，但仍裁定周泓旭限制出境期限延长至11月22日。

## 案件經過

### 案發
周泓旭在台湾念书时结识一位中華民國外交部年轻官员，曾用微信频频询问他加入“组织”的意愿，欲策反他赴日本交付机密外交数据，酬劳是免费赴日旅游以及尚未出价的美金金额。2017年2月，周泓旭以“台湾咏铭国际公司”董事身份申请来台，亲自与该官员洽谈，但被该官员举报。

### 逮捕

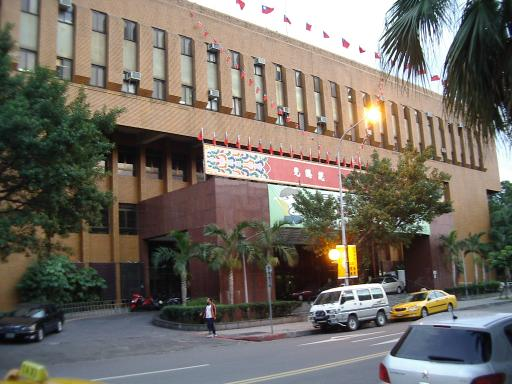
臺北地方檢察署與臺北地方法院在同一栋建築内辦公。

2017年3月9日，北檢指揮調查局國安站搜索周男位於台北的租屋處，查扣其手機、筆電過濾通聯紀錄，並逮捕周男到案。於3月10日法官裁定羈押禁見。
檢方在羈押周泓旭的當日遵循《兩岸司法互助協議》通報中國大陸，並保障周泓旭在羈押期間能與律師接見，且受到台灣法律的保障。台灣報導表示，周泓旭「自愿不请律师」，并表示他「非常冷静镇定」且「略谙台湾的法律」。
4月11日，中華民國行政院大陸委員會主委张小月召开国际记者会指出，政府在24小时内已向陆方通报，但至记者会召开之时，其家属没有提出来台探视的要求。

### 起訴
台北地檢署依違反《國安法》之“替大陸地區黨務或其他公務機構發展組織未遂”罪嫌起訴周。
《國家安全法》本刑最高5年。北檢審酌周男於偵查中自白犯行，依相關規定建請法官減輕其刑。

### 翻供
2017年7月6日下午，周泓旭及卷证移送到北院后，北院立刻分案由法官林彦成审理。法官阅卷后下午4时30分开庭，歷经1个多小时庭讯后，法官认定周男犯罪嫌疑重大，说法前后仍有出入，且周男在台没户籍，有逃亡之虞，因此裁定续押禁见。2018年1月2日，臺北地檢署以其認定為周泓旭負責的「星火T計劃」等偵查結果對周追加起訴。

### 判决與追加起訴
2019年3月14日，因最高法院駁回周泓旭上訴，故根據一、二審判決吸收外交人員未遂一案，依發展組織未遂罪處1年2月徒刑，全案定讞，惟因收押日數與刑期相當，故無需入監服刑。同年4月，周泓旭又因吸收王炳忠一案遭北檢追加起訴。2021年4月28日，台北地院判决周泓旭與王炳忠等5人全部無罪。全案可上訴。2022年5月13日，台灣高等法院二审维持无罪判决。

### 限制出境
2021年4月获无罪判决后仍限制周泓旭出境、出海，并延长限制2个月至7月22日，后在7月由高等法院裁定继续限制出境、出海8个月。
周泓旭就保障居住迁徙自由权利提出释宪申请，大法官在9月10日以聲請要件不合決議不受理。
2022年5月13日，台灣高等法院裁定延长周泓旭限制出境期限至11月22日。

## 相关事件

### 保防法
2017年1月9日法務部和調查局研擬六個月後，中華民國首部「保防工作法草案」出爐。2017年3月8日法務部日前研擬「保防工作法」草案條文提前曝光。

### 中國大陸地方教育局要求學生慎重考虑赴台
中國大陸縣市區教育局要求各校逐一通知錄取台灣大專院校的學生：「當前兩岸形勢嚴峻、複雜且敏感，希望你前往台灣高校就讀重新慎重考慮。」中華民國教育部國際及兩岸教育司長畢祖安表示，相關資訊主要來自中國大陸福建、江蘇等省，但應是個別省市或學校作法，而非中國大陸中央的通令。

### 李明哲事件
在周泓旭被羈押禁见后一週，就发生了李明哲事件。有觀點认为是中國大陆政府對此事件的强势回应。2017年3月30日，台湾名嘴唐湘龍投書《NOWnews 今日新聞》称，“李明哲大概會在大陸待一陣子了。待多久？那要先看周泓旭在台灣關多久。”

### 王炳忠案
發生於2017年疑似涉及《國家安全法》的事件。